# Gymnopilus viscidissimus
Gymnopilus viscidissimus là một loài nấm thuộc họ Cortinariaceae.